# 特勒格拉夫城 (加利福尼亞州)
特勒格拉夫城（英語：Telegraph City）是位於美國加利福尼亞州卡拉韋拉斯縣的一個非建制地區。該地的面積和人口皆未知。

## 地理
特勒格拉夫城的座標為38°56′04″N 120°44′24″W / 38.93444°N 120.74000°W，而該地的平均海拔高度為199米（即653英尺）。